# La Poly Normande 2013
La Poly Normande 2013, trentatreesima edizione della corsa e valida come evento dell'UCI Europe Tour 2013 categoria 1.1 e come undicesima prova della Coppa di Francia, si svolse il 28 luglio 2013 su un percorso totale di 157 km. Fu vinta dal portoghese José Gonçalves che terminò la gara in 3h40'29", alla media di 42,72 km/h.
88 ciclisti portarono a termine il percorso.

## Squadre partecipanti
| N.      | Cod. | Squadra                      |
| ------- | ---- | ---------------------------- |
| 1-8     | EUC  | Team Europcar                |
| 11-18   | FDJ  | FDJ.fr                       |
| 21-28   | ALM  | AG2R La Mondiale             |
| 31-38   | SOJ  | Sojasun                      |
| 41-48   | COF  | Cofidis, Solutions Credits   |
| 51-58   | BSE  | Bretagne-Séché Environnement |
| 61-68   | AJW  | Accent Jobs-Wanty            |
| 71-78   | CRE  | Crelan-Euphony               |
| 81-88   | TSV  | Topsport Vlaanderen-Baloise  |
| 91-98   | IAM  | IAM Cycling                  |
| 101-108 | LPM  | La Pomme Marseille           |
| 111-118 | BIG  | BigMat-Auber 93              |
| 121-128 | RLM  | Roubaix-Lille Metropole      |
| 131-138 | WBC  | Wallonie-Bruxelles           |
| 141-148 | FRA  | Francia                      |

## Ordine d'arrivo (Top 10)
| Pos. | Corridore           | Squadra       | Tempo    |
| ---- | ------------------- | ------------- | -------- |
| 1    | José Gonçalves      | La Pomme Mar. | 3h40'29" |
| 2    | Matthias Brändle    | IAM Cycling   | a 14"    |
| 3    | Sébastien Delfosse  | Crelan        | s.t.     |
| 4    | Romain Zingle       | Cofidis       | s.t.     |
| 5    | Mikaël Cherel       | AG2R La Mond. | a 19"    |
| 6    | Guillaume Levarlet  | Cofidis       | a 1'44"  |
| 7    | Guillaume Thevenot  | Vendée U      | a 1'47"  |
| 8    | Yannick Martinez    | La Pomme Mar. | a 1'52"  |
| 9    | Aleksejs Saramotins | IAM Cycling   | s.t.     |
| 10   | Antoine Demoitié    | Wallonie-Br.  | s.t.     |